# Mark Lazarus
Mark Lazarus (Stepney, 5 dicembre 1938 – 29 luglio 2025) è stato un calciatore inglese, di ruolo attaccante.

## Biografia
Suo nipote Bobby Fisher è stato a sua volta un calciatore professionista; entrambi hanno iniziato la carriera con i londinesi del Leyton Orient, andando anche vicini a giocarvi insieme contemporaneamente (Lazarus lasciò il club un anno prima dell'esordio di Fisher, avvenuto nel 1973).

## Carriera
Dopo aver giocato nelle giovanili del Wingate & Finchley Lazarus trascorre la stagione 1957-1958 giocando con i semiprofessionisti londinesi del Barking, per poi nell'estate del 1958 trasferirsi al Leyton Orient, club della seconda divisione inglese, con il quale all'età di 20 anni esordisce tra i professionisti, segnando in totale 4 reti in 20 presenze nell'arco di due stagioni: nel 1960 viene infatti ceduto al QPR, altro club londinese, militante però in terza divisione: con gli Hoops mette a segno 19 reti in 37 partite di campionato giocate, viene ceduto per 27500 sterline (all'epoca la cifra più alta mai incassata dal QPR per la cessione di un suo giocatore al Wolverhampton, club campione d'Inghilterra in carica: la sua permanenza ai Wolves dura tuttavia una sola stagione, nella quale segna 3 gol in 9 partite, a causa dei continui scontri tra Lazarus e l'allenatore del club Stan Cullis, che nell'estate del 1962 lo cede nuovamente al QPR, dove l'attaccante rimane fino al gennaio del 1964 quando, dopo ulteriori 28 reti segnate in 81 presenze, viene ceduto per 8000 sterline (più George McLeod come contropartita tecnica) al Brentford, altro club londinese (Lazarus curiosamente ad eccezione dell'annata al Wolverhampton giocò infatti per tutta la sua carriera professionistica esclusivamente con club di Londra) di terza divisione, nel quale rimane fino al termine della stagione 1965-1966, per un totale di 62 presenze e 20 reti.
Fa quindi ritorno al QPR, sempre in terza divisione: durante la stagione 1966-1967, oltre a vincere il campionato, il club londinese si rende protagonista di una lunga cavalcata in Coppa di Lega, arrivando fino alla finale contro il West Bromwich, club di prima divisione e che già l'anno precedente aveva conquistato il trofeo: Lazarus, oltre a segnare con buona continuità in campionato, realizza anche 4 reti in coppa (2 nella vittoria per 2-1 contro il Carlisle Utd nel quinto turno, uno nella semifinale di andata contro il Birmingham City ed uno in finale); il suo gol in finale risulta in particolare essere quello decisivo per la conquista del trofeo: gli Hoops, andati in svantaggio per 2-0 nel corso del primo tempo, riescono infatti prima a pareggiare la partita e poi a vincerla per 3-2 proprio grazie ad una rete  di Lazarus che ribatte in rete una respinta del portiere avversario su un tiro di Ron Hunt. Il club, così facendo, diventa tra l'altro il primo club di terza divisione ad aver vinto una delle due principali coppe nazionali inglesi. A fine stagione il QPR rifiuta un'offerta da 15000 sterline del Reading per l'attaccante, che continua a giocare con il club fino al dicembre 1967, per un totale di ulteriori 88 presenze e 29 reti in partite di campionato, equamente divise tra seconda e terza divisione. Il suo club successivo, che lo acquista per 10000 sterline su volontà del manager Bert Head, è il Crystal Palace, altro club di seconda divisione che stava lottando con il QPR per la promozione in prima divisione; Lazarus con la sua nuova squadra gioca 24 partite, a cui ne aggiunge altre 39 nel campionato successivo (con un totale di 17 reti segnate nell'arco di una stagione e mezzo), che si conclude con la promozione dei Glaziers in prima divisione (categoria in cui invece il QPR già giocava dopo il secondo posto in classifica conquistato nella Second Division 1967-1968).
Lazarus anche dopo la promozione rimane inizialmente al Crystal Palace, ma nell'ottobre del 1969, quando ancora non aveva giocato partite ufficiali in stagione, viene ceduto per 8000 sterline al Leyton Orient, con cui nella stagione 1969-1970 vince il campionato di terza divisione, giocando poi per un biennio con il medesimo club in seconda divisione. Nell'estate del 1972, dopo 14 reti in 82 partite di campionato con il club londinese e, più in generale, 442 presenze e 151 reti nei campionati della Football League, va a giocare nei semiprofessionisti del Folkestone, dove rimane per cinque anni; gioca infine a livello semiprofessionistico anche con Ilford e Wingate & Finchley, per poi ritirarsi nel 1979, all'età di 41 anni.

## Palmarès

### Club

#### Competizioni nazionali
- Coppa di Lega inglese: 1

QPR: 1966-1967
- Third Division: 2

QPR: 1966-1967
Leyton Orient: 1969-1970